# 7. Rundfunk-Urteil
Das 7. Rundfunk-Urteil des Bundesverfassungsgerichtes vom 6. Oktober 1992 (Fundstelle: BVerfGE 87, 181 – Hessen 3) bezeichnet in der deutschen Rechtswissenschaft das siebte in einer Reihe von Urteilen des BVerfG zur Rundfunkfreiheit. Das Urteil befasste sich mit Art und Umfang der Finanzierung des öffentlich-rechtlichen Rundfunks.

## Sachverhalt
Der Hessische Rundfunk strahlte auf seinem Dritten Fernsehprogramm Hessen 3 seit 1985 als einziges drittes Fernsehprogramm Werbung aus, um aus den Werbeeinnahmen das Radioprogramm hr4 zu finanzieren. Im Rundfunkstaatsvertrag von 1987 wurde ein Werbeverbot in den Dritten Fernsehprogrammen festgelegt, allerdings gab es eine Übergangsregelung für den Hessischen Rundfunk, wodurch dieser die Werbung im Fernsehprogramm Hessen 3 erst dann einstellen musste, wenn ihm die notwendigen finanziellen Mittel für das Radioprogramm hr4 anderweitig zur Verfügung stehen würden; nach dem Protokoll sollte dies spätestens Ende 1991 der Fall sein.
Die Werbeeinnahmen sanken jedoch kontinuierlich und der Hessische Rundfunk wurde im Rundfunkfinanzierungsstaatsvertrag nicht berücksichtigt. Das Land Hessen konnte lediglich eine einjährige Verlängerung der Übergangsfrist bewirken und fügte den Stichtag 31. Dezember 1992 als § 3a im HR-Gesetz ein, um nicht den kompletten Rundfunkstaatsvertrag scheitern zu lassen.
Hiergegen wandte sich der Hessische Rundfunk mit seiner Verfassungsbeschwerde, da er sich in der Rundfunkfreiheit verletzt sah. Durch das Verbot von Werbung ohne anderweitige Kompensation durch zusätzliche Geldmittel sei die verfassungsrechtlich genormte Grundversorgung nicht mehr gesichert, da ohne zusätzliche Einnahmen das Programm hr4 wieder eingestellt werden müsste.
Nachdem im Zuge des Rundfunkstaatsvertrags von 1991 die Rechtsgrundlagen geändert wurden, wiederum mit demselben Stichtag, legte der Hessische Rundfunk auch hiergegen Verfassungsbeschwerde aus denselben Gründen ein.

## Zusammenfassung des Urteils
Der Gesetzgeber ist grundsätzlich nicht verpflichtet, Werbung in den öffentlich-rechtlichen Programmen zuzulassen, er muss aber die Finanzierung auf jeden Fall anderweitig sicherstellen. Werbung als Haupteinnahmequelle der Rundfunkanstalten zuzulassen, ist nicht im Sinne des öffentlich-rechtlichen Rundfunks.
Die an eine Rundfunkanstalt zugewiesenen Gelder müssen eine funktionsgerechte Finanzierung ermöglichen. Dabei sei jedoch nicht auf die Finanzierung jedes einzelnen Rundfunkprogramms abzustellen, vielmehr muss die Grundversorgung und auch die regionale Versorgung durch die zugewiesenen Gelder sichergestellt sein. Wie die Rundfunkanstalt die Gelder letztendlich verwendet, liegt in ihrer Entscheidung.

## Aus den Gründen
- S. 70: „Bei der Ausgestaltung dieser Ordnung genießt der Gesetzgeber weitgehende Freiheit. Wenn er sich im Interesse der freien individuellen und öffentlichen Meinungsbildung aber entschließt, die Rundfunkveranstaltung ganz oder zum Teil öffentlichrechtlichen Anstalten anzuvertrauen, dann ist er von Verfassungs wegen nicht nur gehalten, deren grundrechtliche Freiheit zu respektieren. Er hat vielmehr auch die Pflicht, ihnen die zur Erfüllung der Aufgabe erforderlichen finanziellen Mittel zur Verfügung zu stellen. Andernfalls könnten sie den von Art. 5 Abs. 1 Satz 2 GG geforderten Dienst nicht leisten. Dieser Pflicht des Gesetzgebers, die Finanzierung der öffentlichrechtlichen Rundfunkanstalten zu gewährleisten, entspricht ein ebenfalls aus Art. 5 Abs. 1 Satz 2 GG folgendes Recht der Anstalten, die zur Erfüllung ihres Auftrags erforderlichen Mittel zu erhalten.“
- S. 71: „Wie der Gesetzgeber diese verfassungsrechtliche Pflicht erfüllt, ist grundsätzlich Sache seiner Entscheidung. Jedoch hat er dabei die Funktion des öffentlichrechtlichen Rundfunks zu beachten. Die Finanzierung muß ihr nach Art und Umfang entsprechen. […] Was die Verfassung in funktionaler Hinsicht verlangt, darf der Gesetzgeber nicht mit finanziellen Regelungen durchkreuzen.“
- S. 75: „Der Aufgabe, die der öffentlichrechtliche Rundfunk im dualen System zu erfüllen hat, würde eine Finanzierungsweise, die ihn vornehmlich auf Werbeeinnahmen verwiese, nicht gerecht, weil es gerade die Werbefinanzierung ist, von der die programm- und vielfaltsverengenden Zwänge ausgehen, die im privaten Rundfunk zu beobachten sind. Die dem öffentlichrechtlichen Rundfunk gemäße Art der Finanzierung ist vielmehr die Gebührenfinanzierung.“
- S. 76: „Das bedeutet freilich nicht, daß daneben andere Finanzierungsquellen, namentlich Werbeeinnahmen, untersagt wären, solange sie die Gebührenfinanzierung nicht in den Hintergrund drängen. […] Der Gesetzgeber ist aber von Verfassungs wegen nicht verpflichtet, den öffentlichrechtlichen Rundfunkanstalten Werbeeinnahmen zu gestatten. Entscheidend ist allein, daß die Finanzierung der Tätigkeit der öffentlichrechtlichen Rundfunkanstalten überhaupt hinreichend gesichert ist. Nur darauf haben sie einen verfassungsrechtlichen Anspruch.“
- S. 81: „Die Bestimmung dessen, was zur Funktionserfüllung erforderlich ist, kann nicht den Rundfunkanstalten allein obliegen. Sie bieten keine hinreichende Gewähr dafür, daß sie sich bei der Anforderung der vor allem von den Empfängern aufzubringenden finanziellen Mittel im Rahmen des Funktionsnotwendigen halten. Rundfunkanstalten haben wie jede Institution ein Selbstbehauptungs- und Ausweitungsinteresse, das sich gegenüber der ihnen auferlegten Funktion verselbständigen kann. Das gilt erst recht unter den Bedingungen des Wettbewerbs mit privaten Veranstaltern, die sowohl in der Beschaffung ihrer Gelder als auch in der Gestaltung ihrer Programme freier sind.“
- S. 86: „Bezugsgröße für die Bestimmung des Erforderlichen ist das gesamte Programm einer Rundfunkanstalt. In diesem, nicht in jedem einzelnen Programm oder gar in jeder Sendung, muß sie den Auftrag des öffentlichrechtlichen Rundfunks in vollem Umfang verwirklichen. Dagegen können einzelne Programme durchaus gegenständliche Schwerpunkte setzen oder bestimmte Zielgruppen ins Auge fassen. Wie die Rundfunkanstalten die verfügbaren Mittel im Rahmen der gesetzlichen Bestimmungen auf einzelne Programme oder Programmsparten verteilen, ist ihre Sache. Zusätzliche Finanzierungsansprüche können daraus nicht abgeleitet werden. Von Verfassungs wegen kommt es allein darauf an, ob die Höhe der Rundfunkgebühr und das Maß der gesetzlich zugelassenen Werbung zusammen mit den weiteren Einnahmequellen der Rundfunkanstalten eine funktionsgerechte Finanzierung des öffentlichrechtlichen Rundfunks ermöglichen.“